# Ernst Glaeser

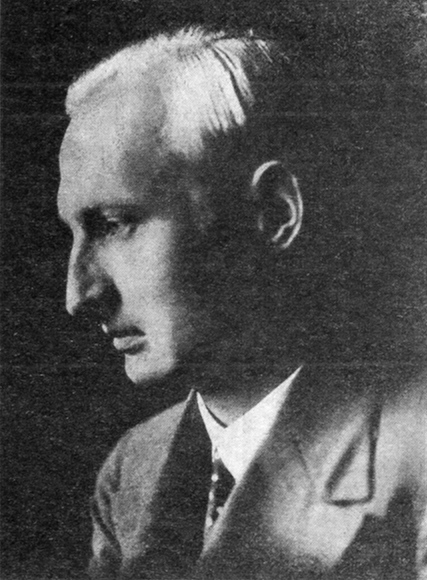
Ernst Glaeser in 1931

Ernst Glaeser (Butzbach, 29 juli 1902 - Mainz, 8 februari 1963) was een Duitse schrijver, die in de jaren dertig tegen de nationaalsocialisten was, maar in de Tweede Wereldoorlog een twijfelachtige rol speelde.

## Biografie
Ernst Glaeser was de zoon van een kantonrechter. Hij bezocht het gymnasium in Darmstadt en studeerde filosofie, germanistiek en literatuurwetenschap in Freiburg im Breisgau en München. Vervolgens was hij o.a. medewerker bij de Frankfurter Zeitung en dramaturg aan het Neues Theater in Frankfurt am Main. Van 1928 tot 1930 was hij chef van de literaire afdeling van de Südwestdeutsche Rundfunk. In 1930 behoorde hij tot de ondertekenaars van een oproep van proletarisch-revolutionaire schrijvers om te stemmen op de KPD. Van 1930 tot 1933 was Glaeser lector in het Propyläen Verlag. Zijn in 1928 verschenen roman Jahrgang 1902 was een groot internationaal succes. De pacifistische tendens van het werk, het blootleggen van maatschappelijke mistoestanden en de voor die tijd ongehoorde beschrijving van de seksualiteit veroorzaakten een maatschappelijke boycot, zodat zijn werken na de machtsovername van de nationaalsocialisten in mei 1933 op de brandstapel belandden. Hoewel Glaeser zich al van het marxisme had gedistantieerd, werd hij gedwongen om te emigreren. Hij verhuisde in december 1933 naar Tsjecho-Slowakije, in 1934 naar Locarno en in oktober 1935 naar Zürich. Vanwege de hopeloze situatie van het verzet tegen het nationaalsocialisme en de toenemende kritiek op zijn in ballingschap geschreven werken distantieerde Glaeser zich steeds meer van de antifascistische Duitse emigratie. Hij werd steeds conservatiever en keerde ten slotte op 1 april 1939 naar Duitsland terug, wat in emigrantenkringen niet begrepen en als verraad opgevat werd. In het Duitsland van de nationaalsocialisten werd hij een paradepaard, dat zijn werken weer mocht publiceren, meestal onder het pseudoniem Ernst Töpfer en na zijn toetreden tot de Wehrmacht werd hij plaatsvervangend redacteur van de luchtmachtkranten Adler im Osten en Adler im Süden. Daarnaast schreef hij ook in de Duitstalige Krakauer Zeitung, een nationaalsocialistisch tijdschrift in het bezette Polen en in de Deutsche Adria-Zeitung in Triëst. Na 1945 bleef Glaeser schrijven, maar zijn romans waren alleen zwakke pogingen om zijn ommezwaai in 1939 te rechtvaardigen.

## Werk
Glaeser schreef onder het pseudoniem Anton Ditschler, Erich Meschede, Alexander Rupel en Ernst Töpfler. De sleutelroman Jahrgang 1902 gaat over de belevenissen van een Duitse jongen in de Eerste Wereldoorlog. "La guerre- ce sont nos parents, oorlog, dat zijn onze ouders", zegt een Frans vriendje bij het uitbreken van de oorlog en deze uitroep loopt als een rode draad door de roman. Het is het verhaal van een verloren generatie, geboren in 1902, teleurgesteld in 1918, in verleiding gebracht in 1933. In deze roman worden precies de mensen en omstandigheden beschreven, die verantwoordelijk zijn voor het uitbreken van de Tweede Wereldoorlog. Het eerste deel beschrijft het schoolleven van Ernst in het Duitse keizerrijk en de plotselinge oorlogseuforie, het tweede de tijd van de Eerste Wereldoorlog en de machteloosheid van de achtergebleven burgers. De roman eindigt met de dood van Anna, de eerste grote liefde van Ernst, ze wordt door een luchtaanval voorgoed uit zijn hart gescheurd.De film Das weisse Band - Eine Deutsche Kindergeschichte van Michael Haneke komt thematisch overeen met deze roman. Der letzte zivilist laat genuanceerd de stapsgewijze machtsovername van de nationaalsocialistische ideologie in de hoofden van de Duitse bevolking zien.